# BK Neftjanik Oblast Omsk
Basketbolnyj kloeb Neftjanik Oblast Omsk (Russisch: Баскетбольный клуб Нефтяник Омская область) is een professionele damesbasketbalclub uit Omsk, Rusland.

## Geschiedenis
De club werd in 1965 opgericht als Spartak Omsk. In 1970 veranderde de naam in Neftjanik Oblast Omsk. In 1977 debuteerde Neftjanik op het kampioenschap van de USSR, waar het de 12e plaats behaalde.
In de jaren 1995-2006 speelde Neftjanik in de hoogste divisies "A" en "B" van het Russische kampioenschap. In 2006 kreeg het recht op promotie naar een hogere klasse en sinds het seizoen 2006/2007 speelt het in de op één na belangrijkste divisie van het Russische kampioenschap - de 1e divisie van de superliga (tot 2015 - superliga "B"), waarin het team acht keer prijs heeft gewonnen. Neftjanik werd vier keer tweede om het Landskampioenschap van Rusland (divisie B) in 2014, 2017, 2018 en 2022. Ook werden ze vier keer derde om het Landskampioenschap van Rusland (divisie B) in 2015, 2016, 2019 en 2020.

## Erelijst
- Landskampioen Rusland: (divisie B)
  - Tweede: 2014, 2017, 2018, 2022
  - Derde: 2015, 2016, 2019, 2020

## Bekende (oud)-spelers
- Darja Levtsjenko
- Maria Savina
- Maria Tsjerepanova

## Bekende (oud)-coaches
- Elen Sjakirova (2024-heden)